# Jean-Michel Casa
Pour les articles homonymes, voir Casa.
Jean-Michel Casa, né à Rabat (Maroc), le 1er août 1957, est un diplomate français.

## Biographie
Licencié en droit (Université Paris I Panthéon-Sorbonne), et diplômé de l’Institut d’études politiques de Paris, Jean-Michel Casa commence sa carrière, à sa sortie de l’École nationale d’administration (promotion Louise Michel, 1982-84), à l’administration centrale du Ministère des Affaires étrangères, au service de la coopération économique européenne (1984-1988). Il occupe ensuite, de 1988 à 1989, les fonctions de conseiller diplomatique et pour les affaires européennes au cabinet d’Henri Nallet, Ministre de l’Agriculture et de la Forêt dans le gouvernement de Michel Rocard, avant de devenir conseiller technique pour l’Europe (1989-92), puis directeur-adjoint (1992-93) du cabinet du ministre des Affaires étrangères, Roland Dumas.

### Carrière à l'étranger
En 1993, Jean-Michel Casa est nommé Consul général de France à Istanbul en Turquie. Il rejoint ensuite, en 1996, la Représentation permanente de la France auprès de l’Union Européenne à Bruxelles, en tant que deuxième conseiller, chargé de la coordination générale auprès du Représentant permanent, ainsi que des affaires intérieures et de justice.

### Retour à Paris
Il revient à Paris, en juin 1997, pour occuper les fonctions de directeur de cabinet du ministre délégué aux Affaires européennes, Pierre Moscovici, durant les cinq années (1997-2002) du gouvernement de Lionel Jospin.
Jean-Michel Casa est ensuite ambassadeur auprès du royaume hachémite de Jordanie de 2002 à 2006, puis occupe les mêmes responsabilités auprès de l'État d'Israël jusqu'en 2009.
De 2009 à 2013, il est à la tête de la direction de l'Union européenne, au ministère des Affaires étrangères et européennes.

### Ambassadeur
De 2013 à 2016, Jean-Michel Casa est ambassadeur en Argentine, avant de prendre la tête de l'ambassade au Portugal en 2016, puis de devenir ambassadeur en Espagne, à partir d'avril 2019. Il occupe le poste jusqu'à l'été 2024.

### Vie privée
Jean-Michel Casa était marié, depuis mai 1988, avec Isabella Palumbo Fossati (décédée le 20 août 2023 à Madrid), universitaire italienne, ancienne élève de l’École des hautes études en sciences sociales, historienne spécialiste de la Renaissance à Venise : ils ont deux filles, l'une avocate, l'autre étudiante.

## Distinctions
- Chevalier de la Légion d'honneur (2006)
- Officier de l'ordre national du Mérite (2011)
- Chevalier de l'ordre du Mérite agricole (1989)
- Grand-croix, 1re classe de l'ordre du Mérite République fédérale d'Allemagne (2013)
- Grand-croix de l'ordre du Mérite du Portugal (2019)[4]

## Publications
- Le Palais de France à Istanbul, Yapı Kredi Yayınları, 1995, 113 p.  (ISBN 9753633947)
- Le Palais de France à Istanbul, édition entièrement revue, augmentée et illustrée, Éditions Internationales du Patrimoine, 256 pages,  (ISBN 979-10-90756-03-8).